# David Caminer
David Caminer (Londra, 26 giugno 1915 – Londra, 19 giugno 2008) è stato un informatico britannico noto per essere stato definito il primo analista di sistemi della storia..

## Biografia
David Treisman nacque nell'East End di Londra, suo padre morì durante la prima guerra mondiale e sua madre dopo essersi risposata prese il cognome del secondo marito.
Nel marzo del 1943 Caminer perse una gamba durante la battaglia del Mareth in Tunisia.
Nel giugno 2008 morì a 92 anni.

## Professione
Caminer dopo la guerra iniziò a lavorare nell'area gestionale presso una grande società. Insieme a John Pinkerton ha sviluppato LEO il primo computer per applicazioni commerciali.
Caminer si unì alla Lyons & Co. nel 1936 e divenne dirigente della società prima di occuparsi dell'informatica applicata all'impresa. Nel 1959 divenne direttore della LEO Computers Ltd e in seguito direttore dell'ufficio vendita della Electric LEO Marconi mantenendo nel contempo le sue funzioni di consulente e analista. Dopo la fusione della società che portò alla creazione della International Computers Limited mantenne una posizione di rilievo all'interno della ICL.

## Attività Internazionale
Caminer decise di completare la sua carriera professionale come direttore di progetto della rete di computer dell'Comunità Economica Europea e per lo sviluppo della rete di computer per il mercato comune.

## Onorificenze
Nel 1980 ricevette l'ordine dell'impero britannico.